# Joske's
Joske's, opgericht door de Duitse immigrant Julius Joske in 1867, was een warenhuisketen die oorspronkelijk gevestigd was in San Antonio, Texas. In december 1928 nam Hahn Department Stores het bedrijf over, samen met het warenhuis Titche-Goettinger in Dallas. Drie jaar later werd Hahn Department Stores onderdeel van Allied Stores. Allied Stores werd in 1986 overgenomen door Campeau, en Campeau verkocht op zijn beurt de Joske's-keten in 1987 aan Dillard's. Alle Joske-winkels werden vervolgens snel omgebouwd tot Dillard-winkels.

## Geschiedenis
Joskes eerste winkel, gevestigd aan de Main Plaza in San Antonio en bekend als J. Joske, werd geopend in 1867 en bleef open tot 1873. In 1873 verkocht Joske de winkel en ging hij terug naar Berlijn om er zijn gezin te halen. Na zijn terugkeer naar San Antonio datzelfde jaar opende Joske een nieuwe winkel in Austin Street, genaamd J. Joske and Sons. Joske verhuisde met de winkel naar Alamo Plaza en veranderde de naam in Joske Brothers.

## Vlaggenschipwinkel
In 1887 verhuisde de winkel naar de overkant van de straat, op de hoek van Alamo Street en Commerce Street, met uitzicht op het historische Alamo Plaza. Tijdens de uitbreiding in 1909 werden nieuwe verdiepingen en liften toegevoegd. In 1936 werd de winkel met vijf verdiepingen de eerste volledig van airconditioning voorziene winkel in Texas en werd de winkel bekend als "The Big Store".

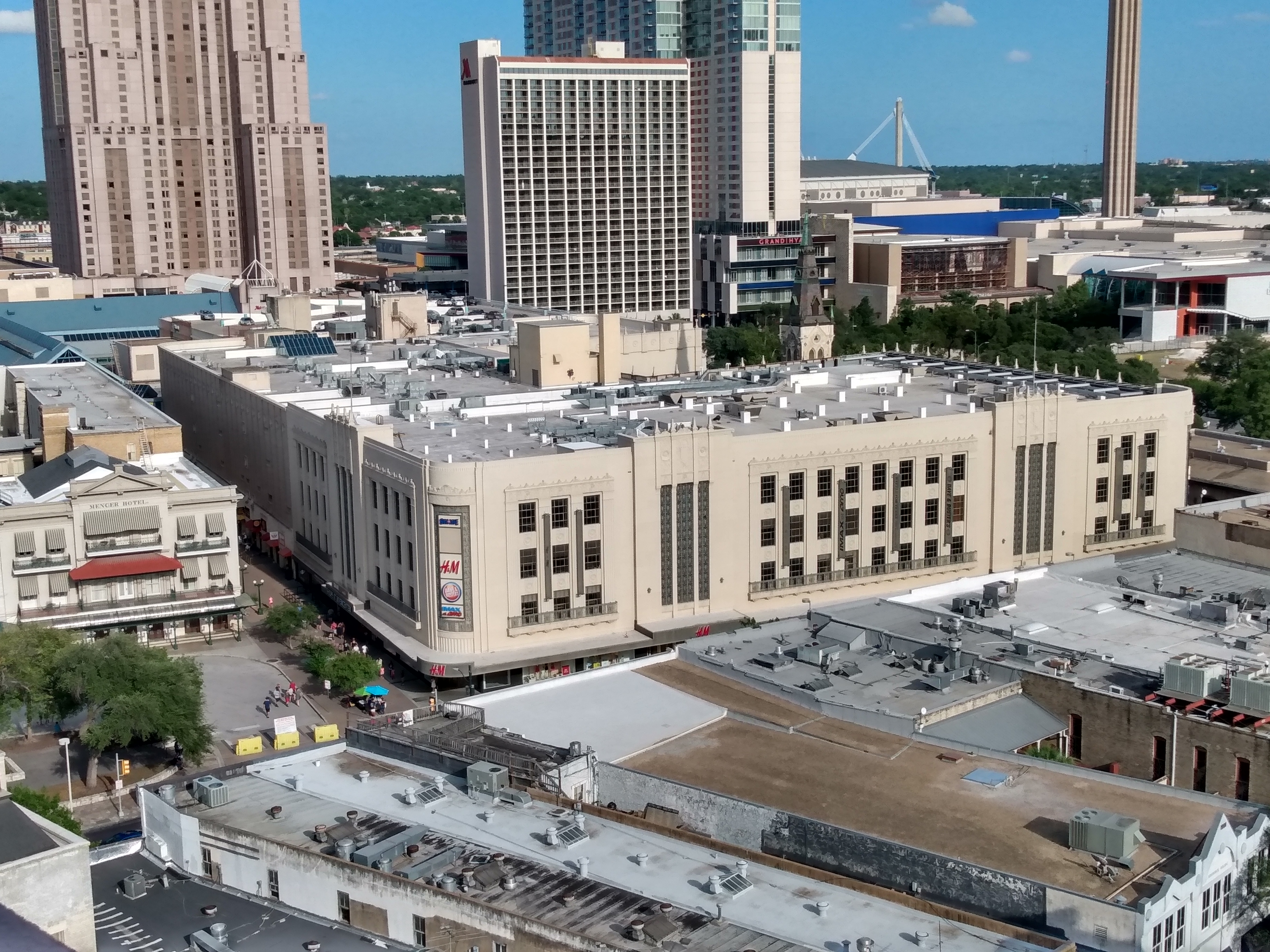
Vogelperspectief van het gebouw van het warenhuis Joske's

In 1939 werd de winkel opnieuw uitgebreid en gerenoveerd, met een nieuwe Art Deco-gevel en de eerste roltrappen die ooit in een winkel in Texas werden geïnstalleerd. Om plaats te maken voor deze uitbreiding werd het grootste elektrische dakbord in Texas, waarop een cowboy stond afgebeeld die een os met een lasso vangt, naar beneden gehaald. Toen Joske in 1945 opnieuw wilde uitbreiden, weigerde de nabijgelegen katholieke kerk St. Joseph haar land te verkopen. Desondanks bleef Joske's uitbreiden en uiteindelijk werd St. Joseph's aan drie kanten omringd door de winkel en werd gekscherend "St. Joske's" genoemd. In 1953 was de vlaggenschipwinkel al meerdere malen uitgebreid. De 51.200 m² grootte winkel was met zijn vijf verdiepingen het grootste warenhuis ten westen van de Mississippi tot het in 1987 werd gesloten. De slogan van de keten was lange tijd: "de grootste winkel in de grootste staat".
Vroeger kon je in de winkel in het stadscentrum een op maat gemaakt zadel krijgen. De afdelingen omvatten sporen en zadels, huishoudelijke apparaten, een reisbureau, een galerie voor oosterse tapijten, een bibliotheek, een bakkerij, delicatessen, boeken, speelgoed en zelfs een grote filatelieafdeling. In de vlaggenschipwinkel van Joske waren ook de Camellia Room (voor formele diners), de Chuck Wagon en de Fountain Room (een koffiehuis) gevestigd.
Tijdens de kerstvakantie stond de vlaggenschipwinkel bekend om zijn 'Fantasyland' op de vierde verdieping; zijn etalages met een kerstthema, waaronder een grote etalage met een speelgoedtreinset; en de 12 meter hoge Kerstman die bovenop het dak stond. "Rusty the Reinsteer" was de eindejaarsmascotte van Joske.

## Uitbreiding
Joske's of Texas (zoals de keten bekend werd) wilde de vlaggenschipwinkel in het stadscentrum graag behouden en breidde daarom pas in 1957 uit naar een locatie in de buitenwijken. Toen opende het zijn tweede winkel in het Las Palmas Shopping Center in het zuidwesten van San Antonio, gebouwd door Bartlett Cocke & Associates, nu bekend als Muñoz & Company. 
In januari 1965 nam Joske's concurrent Wolff and Marx over, inclusief de vlaggenschipwinkel in het stadscentrum en de vestigingen in de North Star Mall. Joske verklaarde dat er geen directe veranderingen zouden zijn in de bedrijfsvoering van Wolff and Marx. Binnen een maand werd de zeven verdiepingen tellende Wolff en Marx-winkel in het stadscentrum echter gesloten, omdat de winkel geen roltrappen meer had en het gebouw niet langer als modern warenhuis kon functioneren. Joske verkocht het Wolff en Marx-gebouw in het stadscentrum in 1968 en het gebouw staat nu bekend als het Rand Building. De Wolff and Marx-vestiging in North Star Mall werd in 1969 vervangen door een nieuwe Joske's-vestiging met vijf verdiepingen. Het was de derde vestiging van Joske's in de omgeving van San Antonio.
De keten breidde zich in 1948 uit naar Houston en opende in 1971 een vestiging in de Highland Mall in Austin.
In 1978 kocht Joske twee winkelcentra van Liberty House in El Paso en Phoenix, Arizona (Joske's eerste en enige vestiging buiten Texas).
In 1985 fuseerde Allied Stores de drie divisies van Joske in Texas (Dallas, Houston en San Antonio) tot één centrale divisie in het centrum van Dallas. De drie onafhankelijke operationele en merchandisingafdelingen in de afzonderlijke divisies werden samengevoegd tot één grotere eenheid en Robert T. Mettler werd benoemd tot voorzitter en CEO van de gecombineerde organisatie. Het hoofdkantoor was gevestigd in de vestiging in het centrum van Dallas op de hoek van Main Street en St. Paul Street, op de bovenste drie verdiepingen van het zeven verdiepingen tellende gebouw. Destijds telde de divisie van Allied, Joske, 6.200 werknemers, waarvan 800 op het hoofdkantoor en had de divisie 27 winkels.

## Tijdperk van burgerrechten
Na de sit-ins in Greensboro (North Carolina), die veel publiciteit kregen, werd in maart 1960 in San Antonio door de meeste eetgelegenheden vrijwillig overgegaan tot desegregatie. Dit gebeurde nadat er eisen waren gesteld door Afro-Amerikaanse leiders en zowel zwarte als blanke kerken. De directie van Joske's bepaalde echter dat zwarten in de lunchroom in de kelder mochten eten, maar dat de twee restaurants alleen voor blanken open zouden blijven. Bovendien werden er bewakers ingehuurd om zwarten buiten te houden. Na een aantal protesten en een incident met duwen en slaan veranderde het management van Joske echter van koers en liet eind zomer zwarten toe in alle eetgelegenheden. 

## Overname en sluiting

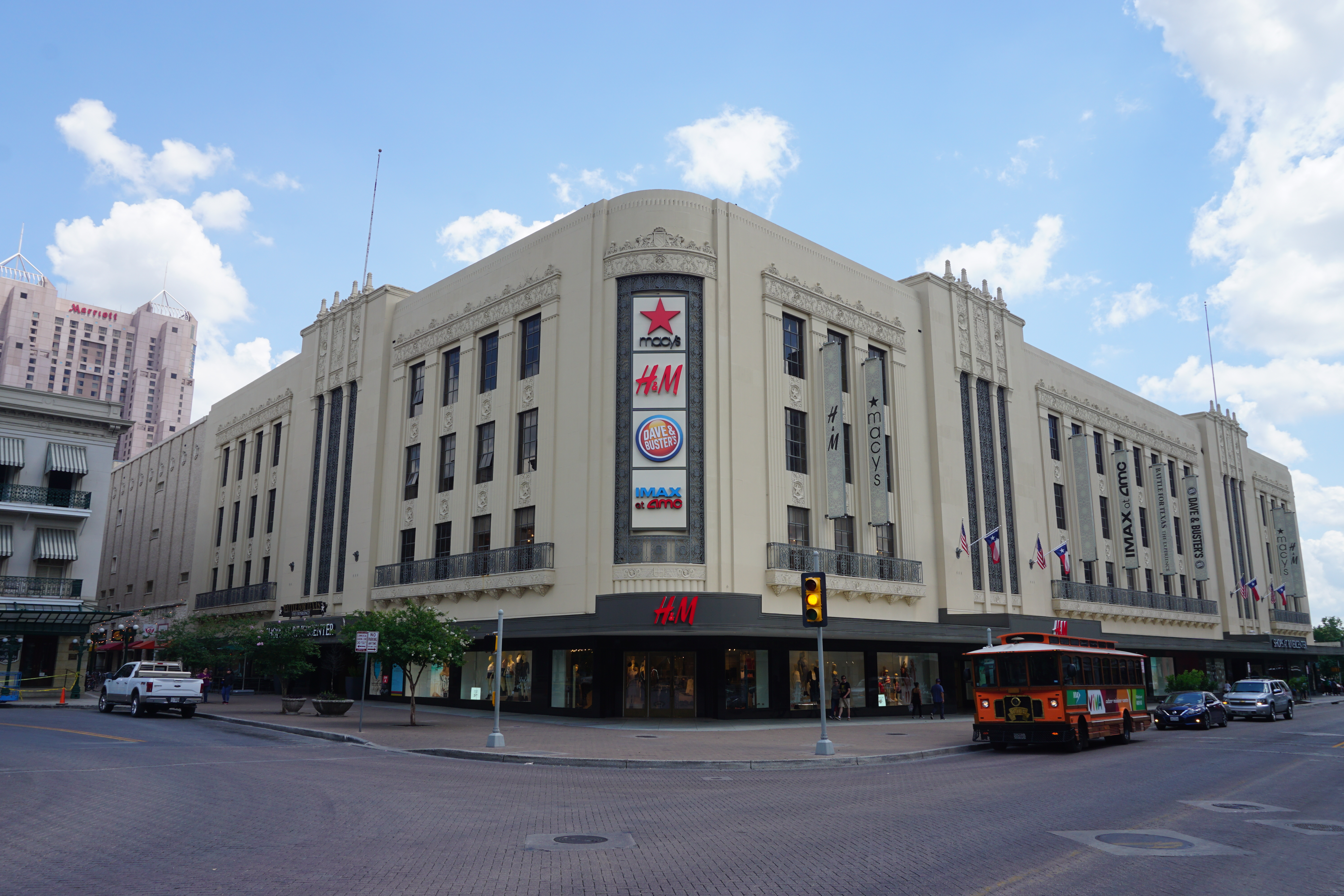
Joske's voormalige vlaggenschipwinkel in 2018

In 1987, nadat Allied Stores door Campeau werd overgenomen, werd de Joske's-keten met 27 winkels verkocht aan Dillard's, een keten met 115 winkels gevestigd in Little Rock, Arkansas. Daarmee kwam er een einde aan een detailhandelsketen die meer dan 100 jaar in Texas was gevestigd.
De San Antonio Conservation Society heeft Dillard's verzocht de naam Joske op de vlaggenschipwinkel in het centrum van San Antonio te behouden. De vereniging schreef een brief aan de toenmalige voorzitter van Dillard, William E. Dillard II, waarin ze aandrong op het behoud van de winkelnaam.
Na de overname werd de enorme vlaggenschipwinkel opgedeeld en nam Dillard's nog maar een deel van het vijf verdiepingen tellende gebouw in beslag. Het resterende gedeelte van het gebouw werd omgebouwd tot huurruimte en een winkelatrium voor Rivercenter (dat in aanbouw was ten tijde van de overname) en een AMC-bioscoop. Zelfs nadat het gebouw was opgedeeld in andere functies, stonden delen van het gebouw, waaronder de oude 'koopjeskelder', nog steeds leeg. In oktober 2006 werd een herontwikkelingsplan onthuld, waarin de voorgevel van Joske langs Commerce Street zou worden gerestaureerd, waarbij de ramen en bakstenen die waren bedekt bij een van Joske's eigen renovaties voordat het Rivercenter werd gebouwd, zouden worden teruggebracht, en er zouden huurders worden toegevoegd voor de 20.000 m²    winkelruimte die op dat moment leeg stond op de twee bovenste verdiepingen. De Historic and Design Review Commission van San Antonio keurde het herontwikkelingsplan op 4 oktober 2006 goed.
In juni 2008 werd gemeld dat het historische Joske's-gebouw door de eigenaren van het Rivercenter-pand was gekocht van Dillard's, met plannen om het monumentale pand nieuw leven in te blazen als onderdeel van de herontwikkeling van het pand. Dillard's sloot in augustus 2008 haar deuren om het gebouw daarna te herontwikkelen. 
Het was het laatste traditionele warenhuis in het stadscentrum dat door Dillard's werd gerund.